# トムスクI駅
トムスクI駅（トムスクいちえき、ロシア語: Станция Томск I）はロシア連邦トムスク州トムスク市キーロフ区に所在するシベリア鉄道トムスク支線の鉄道駅。

## 歴史
トムスク支線の建設の際に、現在のトムスクI駅はメジェニノフカ駅、現在のトムスクII駅はトムスク駅としてつくられた。時が経ち、多くの乗客は、メジェニノフカ駅を利用するようになり、1909年にトムスク市議会はメジェニノフカ駅をトムスク- I、およびトムスク駅をTomsk-IIに駅名を変更することに決定した。ニコラス・メジェニノフカの名は、のちにトムスク支線の起点・タイガ駅から38キロに位置する駅の名前として再使用された（現・メジェニノフカ駅）。 

## 駅舎
駅舎は再建されて数倍に拡大した。再建は2001年10月に始まり、トムスク誕生400周年にあたる2004年に完成した。駅舎は広々とした2階建の建物で、出入口は3箇所ある。

## 連絡先
- 電話番号：+7 (382-2) 54-19-40, 54-19-41.
- 駅の位置: 634012, Россия, Томск, проспект Кирова, 70 (Привокзальная площадь).
- 駅コード: 2028150